# Central Jamaat-e Ahl-e Sunnat
Central Jamaat-e Ahl-e Sunnat – meczet oraz centrum kulturowe i społeczne społeczności pakistańskiej w Oslo liczącej 6.000 członków. Jest największym meczetem w Norwegii. W ramach islamu sunnickiego meczet jest powiązany z sufizmem oraz ruchem Barelvi.

## Historia

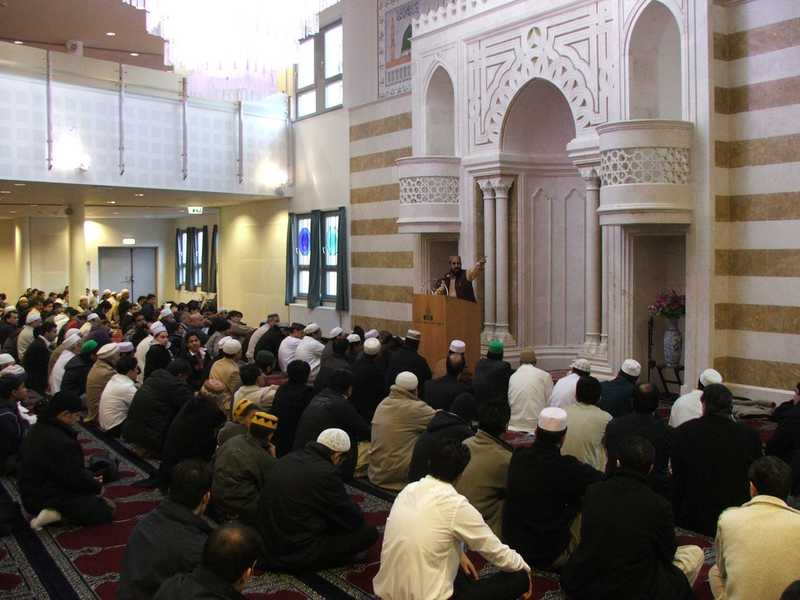
Wnętrze

Wspólnotę założono w 1976, po tym, jak grupa sufickich imigrantów pierwszej generacji oddzieliła się od Islamskiego Centrum Kultury w Oslo, doświadczając w późniejszym okresie kolejnych podziałów i konfliktów. W 1984, w wyniku jednego z podziałów utworzono Światową Misję Islamską. W 1989 założyciela wspólnoty, Ahmada Mustaqa Chistiego wydalono z Norwegii, co doprowadziło do zamieszek w okolicy meczetu. W 2006 wewnętrzne, klanowe walki o przywództwo, doprowadziły do kolejnych walk wewnątrz obiektu. W 1993 był jednym z pięciu meczetów-inicjatorów, które założyły Islamską Radę Norwegii.
Obecny budynek oddano do użytku w 2006 przy Motzfeldts Gate 10. Obiekt ma 6.200 m² i mieści 2.500 osób. Budowa meczetu kosztowała 93 miliony koron norweskich (14,5 miliona USD). Finansowanie przedsięwzięcia zapewniały pożyczki od zamożnych Pakistańczyków.
W 2014 imam meczetu, Nehmat Ali Shah, został napadnięty i dźgnięty nożem przed swoim domem. Dwóch mężczyzn (w tym rzekomy inicjator ataku, mężczyzna o pakistańskim pochodzeniu), zostało później aresztowanych. W następnym roku zarządzający meczetem Ghulam Sarwar został również napadnięty przed swoim domem.
Imam meczetu, Nehmat Ali Shah oraz przewodniczący meczetu Ghulam Sarwar wywołali kontrowersje w 2013, po tym, jak w wywiadzie dla Dagsavisen stwierdzili, że media były prowadzone przez Żydów, którzy przedstawiali islam w negatywny sposób. W tym samym wywiadzie Sarwar sugerował, że Holokaust można wyjaśnić jako konsekwencję tego, że Żydzi są niesfornymi ludźmi na świecie. W 2016 Shah wziął natomiast udział w demonstracji przed ambasadą Pakistanu w Oslo oraz w wiecu upamiętniającym Mumtaza Qadri, islamskiego fundamentalisty skazanego za zabójstwo gubernatora Pendżabu Salmaana Taseera. Oświadczył również, że popiera karę śmierci sankcjonowaną przez szariat.
Meczet otrzymuje rocznie około 3 milionów koron norweskich ze środków publicznych, w tym na tzw. dialog, który został publicznie pochwalony przez ministrów rządu norweskiego i członków rodziny królewskiej. W 2007 minister spraw zagranicznych, Jonas Gahr Støre pochwalił Shaha za obronę wolności wyznania po ataku na synagogę w Oslo.